# Pseudanisentomon huichouense
Pseudanisentomon huichouense är en urinsektsart som beskrevs av Zhang och Yin 1984. Pseudanisentomon huichouense ingår i släktet Pseudanisentomon och familjen trakétrevfotingar. Inga underarter finns listade i Catalogue of Life.